# To All New Arrivals
To All New Arrivals (рус. Всем новоприбывшим) — пятый студийный альбом британской группы Faithless, вышедший 27 ноября 2006 года на лейбле Sony BMG. Альбом посвящён детям, которые родились незадолго до релиза в семьях Ролло и Сестры Блисс, участников трио.
Обложкой послужила картина маслом 1880 года «Nightfall on the Thames» художника Джона Аткинсона Гримшоу.
В декабре 2006 года альбом «To All New Arrivals» достиг 30 места в британском хит-параде.

## Список композиций
1. «Bombs» — 4:58
2. «Spiders, Crocodiles & Kryptonite» — 5:40
3. «Music Matters» — 4:36
4. «Nate’s Tune» — 2:14
5. «I Hope» — 5:27
6. «Last This Day» — 5:09
7. «To All New Arrivals» — 5:02
8. «Hope & Glory» — 5:00
9. «A Kind of Peace» — 4:14
10. «The Man In You» — 5:06
11. «Emergency» — 7:43

В версию Deluxe Edition (iTunes U.S.) включены также:
1. «A Kind of Peace» (Sister Bliss & Rollo slow radio edit) — 3:12
2. «A Kind of Peace» (Sister Bliss & Rollo full club vocal) — 7:56
3. «Music Matters» (Axwell remix) — 8:31
4. «Bombs» (Benny Benassi mix) — 7:41

## Сертификации
| Регион | Сертификация | Продажи  |
| --- | ------------ | -------- |
| Ирландия (IRMA) | Золотой      | 7500^    |
| Великобритания (BPI) | Золотой      | 100 000^ |
| * Данные о продажах приведены только на основе сертификации. ^ Данные о тиражах приведены только на основе сертификации. |              |          |